# Franz Klammer
Franz Klammer (n. 3 decembrie 1953, Fresach⁠(d), Carintia, Austria) este un schior alpin ce a reprezentat Austria, medaliat olimpic. A participat la 2 ediții ale Jocurilor Olimpice (1976, 1984) în care a câștigat o medalie de aur.